# اس‌تی‌اس-۳
اس‌تی‌اس-۳ سومین مأموریت شاتل فضایی متعلق به ناسا بود که توسط شاتل کلمبیا انجام شد. این اولین پرتاب شاتل بود که در آن تانک خارجی شاتل در آن رنگ آمیزی نشده بود و نیز تنها مأموریتی بود که در بندر فضایی ساندز وایت (سفید دانه) در نزدیکی لاس کراسز، نیومکزیکو به زمین نشست.

## خدمه پروازی
| رده     | فضانورد                  | فضانورد                  |
| ------- | ------------------------ | ------------------------ |
| فرمانده | جک آر. لائوسما (فضانورد) | جک آر. لائوسما (فضانورد) |
| خلبان   | سی. گوردون فلیرتون       | سی. گوردون فلیرتون       |

### خدمه پشتیبان
| رده     | فضانورد      | فضانورد      |
| ------- | ------------ | ------------ |
| فرمانده | جو انگل      | جو انگل      |
| خلبان   | ریچراد ترولی | ریچراد ترولی |

## پارامترهای ماموریت
- جرم:
  - هنگام پرتاب مدارگرد: ۱۰۶٬۷۸۲ پوند (۴۸٬۴۳۶ کیلوگرم)
  - هنگام فرود مدارگرد :۹۲٬۹۲۴ پوند (۴۲٬۱۵۰ کیلوگرم)
  - ظرفیت ترابری دی‌اف‌آی: ۱٬۰۳۰ پوند (۴۷۰ کیلوگرم)
- حضیض : ۱۵۰ مایل (۲۴۰ کیلومتر)
- اوج : ۱۵۵ مایل (۲۴۹ کیلومتر)
- زاویهٔ شیب مدار:ل : ۳۸.۰ درجه
- دوره تناوبی : ۸۹٫۴ دقیقه

## نکات برجسته ماموریت
کلمبیا برای پرتاب از مرکز پرتاب پایگاه فضایی کندی در ساعت ۱۱:۰۰ به وقت شرق ایلات متحده، روز ۲۲ آوریل آماده شده بود. . پرواز به علت خرابی گرمذکنندهٔ گاز نیتروژن به تعویق افتاد. پیش از پرتاب کمبیا ۷۰ ساعت در مرکز فرایندهای مداری گذارنده بود، که خود رکوردی برای شاتل‌های بود. دو خدمه پروازی متشکل از جک آر. لائوسما، فرمانده، و سی. گوردون فلیرتون به عنوان خلبان، بود.
.

اس‌تی‌اس-۳ در حال دور شدن از پایگاه پرتابی کندی است. به ازرنگ روشن نارنجی ناشی از فشارساز موشک سوخت جامد توجه نمایید که ناشی از سوخت پرکلرات آمونیوم و آلومینیوم و نیز سوختن کامل هیدروژن و اکسیژن از موتور اصلی شاتل فضایی است.

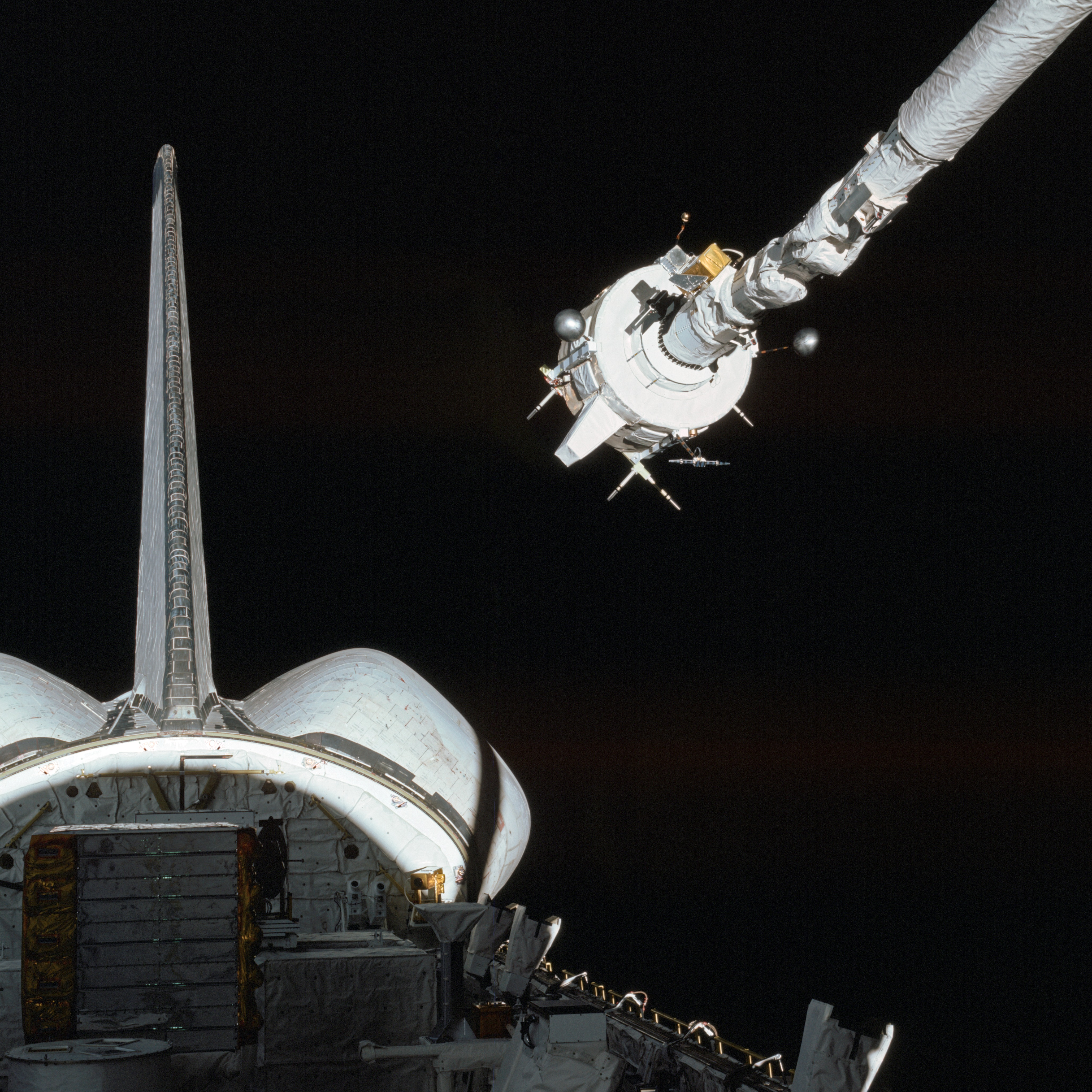
بسته تشخصی پلاسما (پی‌دی‌پی) از طریق سامانه دستی راه‌دور. کنترل می‌شود

هدف اولیه از این مأموریت ادامه آزمایش سامانه دستی راه‌دورِ کانادرام و نیز حمل آزمایش‌های وسیع گرمایی
بر روی دماغع، دم و رویه شاتل کلمبیا در برابر خورشید در دوره طولانی بود. خدمه پرواز دریافتند که قرار گرفتن طولانی مدت شاتل در برابر خورشید باعث انسباط درهای بخش بار شده و به خوبی بسته نمی‌شوند که با دوران این مدارگرد این مشکل قابل حل بود.
به علاوه در بخش کلمبیا محلموله بسته دی‌اف‌آی و اواس‌اس-آی (مخفف دفتر کار دانش و کاربردی ناسا ) را حمل می‌کرد، که شامل تعداد از ابزارهای قرار گرفته بر روی آزمایش‌گاه فضایی بود. هدف این ابزار بدست‌آوردن داده‌هایی در زمینه محیط نزدیک-زمین ومیزان آلودگی ساخته شده توسط شاتل بود.
مشکلات کوچکی در خلال این پرواز به ثبت رسید. این مدارگرد، شاتل، در سامانه دستشویی‌اش دچار مشکل شد. فضانورد لائوسما اولین بار با این سیستم دچار مشکل شد که بعداً گفت:«هشت روز فلاش رنگی»؛ همچنین یکی از واحدهای نیرو کمکی(آی‌پی‌یو) به شدت داغ شد(ولی به کارش ادامه داد). مشکلات این سفر با دچار شدن هر دو خدمه به کمی فضاضدگی و از دست رفتن سه خط ارتباطی در ۲۶ مارس کامل شد.

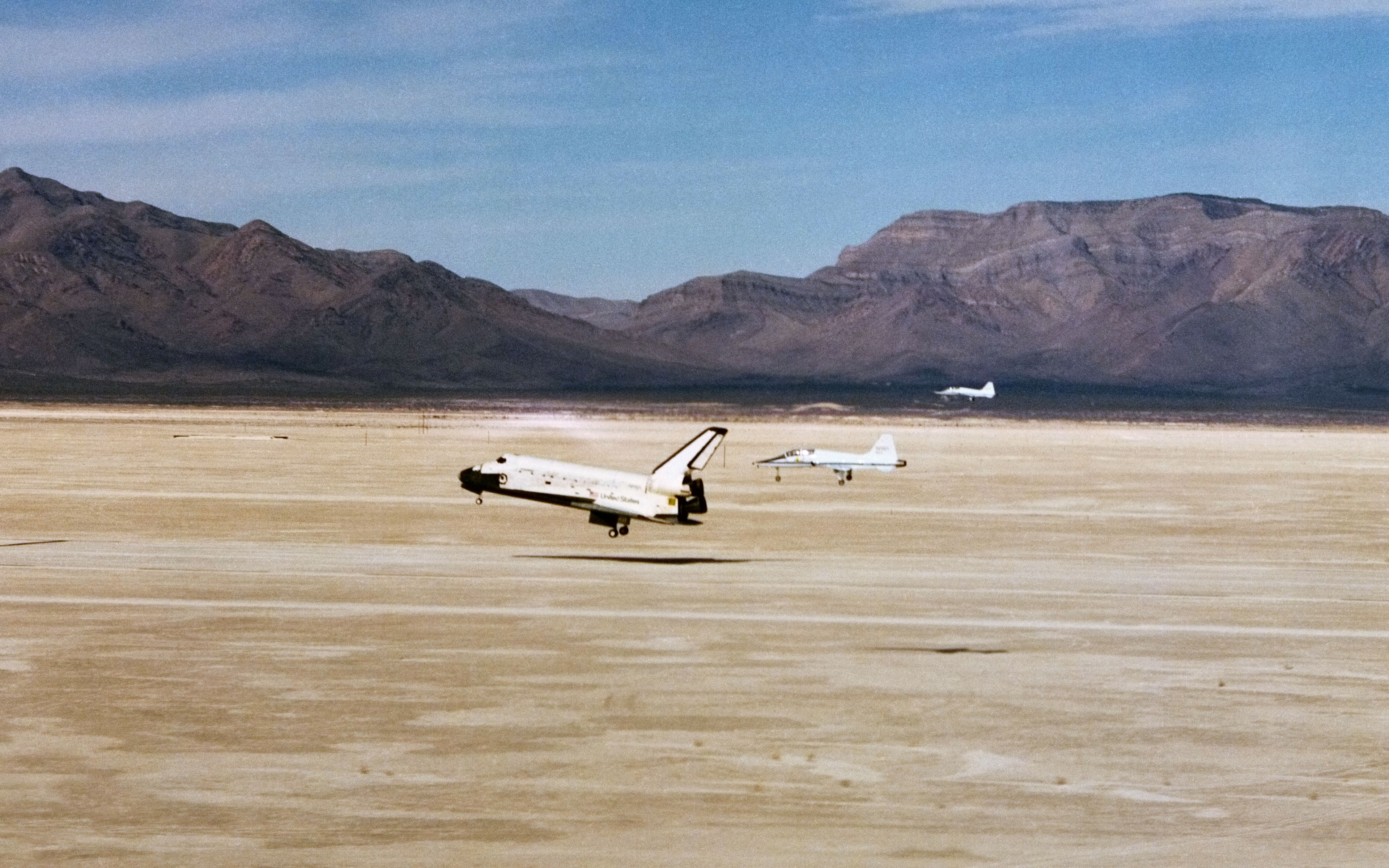
اس‌تی‌اس-۳ در حال فرود در محوطه نورث روپ، پایگاه پرواز فضایی وایت سندز، نیومکزیکو، به همراه ۲ هواپیمایِ ناظرِ تی-۳۸.

اس‌تی‌اس-۳ برای ۷ روز پرواز طرح داشت. محل فرود به «نوار نورث‌روپ» (که بعدها به نام بندر فضایی ساندز وایت در محل آزمایش موشکی ساندز وایت، نیومکزیکو) فرود آمد در حالیکه طبق برنامه‌ریز محل فرود برای پایگاه نیروی هوایی ادواردز طرح‌ریزی شده‌بود. این تغییر به خاطر وقوع سیل در پایگاه ادوادرز بود. لائوسما و فیلارتون تصمیم گرفتند تا به جای فرود در مرکز فضایی کندی، در وایت سندز فرود آیند. این موضوع به خاطر دوران آموزشی آن‌ها بود که در مرکز وایت سندز انجام شده بود. برای این کار حجم عظیمی از دستگاه‌های غول‌پیکر (که ۴۰ واگن باری گزارش شده بود) از مرکز ادواردز به وایت سندز منتقل شد. این انتقال پیش و در حین عملیات پرواز صورت گرفت تا مطمئن گردند که هیچ خطری در فرود پیش نخواهد آمد.. اگرچه چنین نقل و انتقالاتی با این محدودیت زمانی بر عهدهٔ نیروی هوایی با هواپیماهای باری است، اما این بار ناسا بارهای خود را از طریق خط آهن سنتافه و خط آهن پاسفیک جنوبی، با فاصله بیش از ۱۰۰۰ مایل، منتقل نمود. انتخاب این روش برای حمل، ۲ میلیون دلار صرفه‌جویی برای ناسا به همراه آورد. بادهای شدید در وایت سندز از میزان دید افقی کاسته و زمان فرود را یک روز به تعویض انداخت. تمام اهداف مأموریت با موفقیت انجام شد، خدمه، آنچنان که لائوسما تعریف می‌کرد خوشحال و :«یک روز اضافی در نقطه مورد علاقه تمام دنیا گذراندیم... ما در نهایت این فرصت را یافتیم که از پنجره به بیرون نگاهی بیندازیم.»
کلمبیا ۱۳۰ دور در مدار زد و۳،۳۰۰،۰۰۰ مایل (۵،۳۱۰،۰۰۰ کیلومتر) را در طول ۸ روز و ۴ دقیقه و ۴۵ ثانیه پرواز پیمود. ۳۶ کاشی محافظ شاتل از بین رفتن و ۱۹ کاشی نیز آسیب دید. این مدارگرد در روز ۶ آوریل به مرکز فضایی کندی بازگشت.
اس‌تی‌اس-۳ آخرین مأموریتی بود که ناسا تیم پشتیبانی را به‌طور کامل و در تمام زمان نام برده بود

## تقدیم کردن پرواز
رییس جمهور ایلات متحده، رونالد ریگان، بیان نمود:
 به نظر ما، کلمبیا والاترین آرمانِ انسانی در علم و فناوری است، همچنان‌که مشکلات مردم افغان نیز که نمایشگر والاترین آرمان برای آزادی است... من از جانب مردم ایلات متحده، در این روز، ۲۲ مارس، پرتاب کلمبیا را به مردم افغانستان تقدیم می‌کنم
.

## نشان ماموریت
نشان این مأموریت، کلمبیا را از یک ستاره نشان داده که نمایشگر آرمانِ جستجوی فضایی است. شاتل، در حال کشیدن یک پی‌دی‌پی در بخش محموله است. سه مثلث بزرگ بر روی نشان مشاهده می‌شود که نشان دهندهٔ شماره سومین پرتاب است.

## صدای بیدار-باش
ناسا که از برنامه جمینی شروع به پخش آهنگ‌های قدیمی در طول پرواز می‌کرد تا فضانوردان را در طول پرواز آپولو ۱۵ را بیدار کند
هر تک-آهنگ به‌طور مخصوصی انتخاب شده بود، این انتخاب غالباً توسط فضانوردان انجام شده بود و معمولاً معنی خاصی برای خدمه داشت.
| روز نخست  | آهنگ                    | خواننده/ترانه‌سرا |
| --------- | ----------------------- | ---------------- |
| روز دوم   | "بازهم روی جاده"        | ویلی نلسون       |
| روز سوم   | "سرود تفنگداران دریایی" |                  |
| روز چهارم | "آهنگ نیروی هوایی"      |                  |
| روز پنجم  | "قایقرانی"              | کریستوقر کراس    |
| روز ششم   | "شش روز در جاده"        | دیو دادلی        |
| روز هفتم  | "این کشور من است"       |                  |